# Ceramida

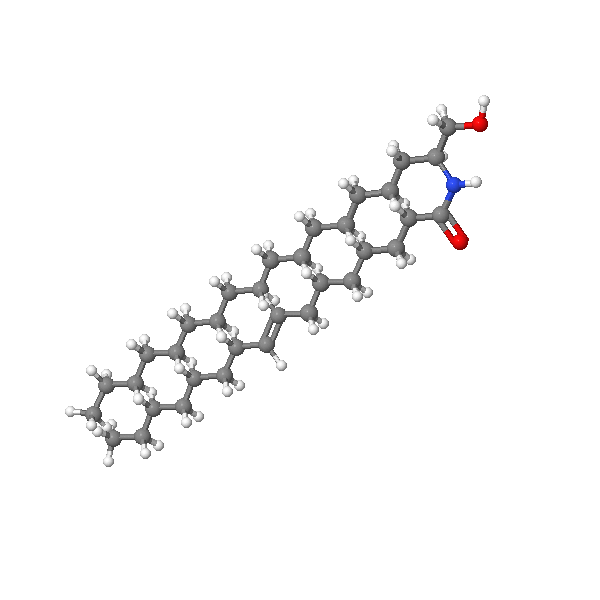
Modelo tridimensional de uma molécula de ceramida

As ceramidas são uma família de moléculas lipídicas cerosas compostas por álcool insaturado de 18 carbonos esfingosina e um ácido graxo de cadeia longa unido mediante uma ligação amida. É a molécula base dos esfingolípidos, muito abundantes na bicapa lipídica das membranas celulares das células eucarióticas.